# Tongue
Tongue (gaèlic escocès, Tunga de l'antic escandinau Tunga) és un poble costaner en el nord-oest de les Terres Altes, Escòcia (en la part occidental de l'anterior comtat de Sutherland. Queda en la costa est sobre la base del Kyle de Tongue i al nord de les muntanyes Ben Hope i Ben Loyal.
La zona era un encreuament de camins històric per als gaèlics, els pictes i els vikings, i va esser l'últim grup qui li va posar nom. "Tongue," en aquest cas, ve del nòrdic antic "Tunga." En contra de la creença popular, no es refereix a la forma del Kyle de Tongue (encara que el kyle podria ser descrit com amb forma de tongue, això és, de llengua en anglès), sinó que 'tunga' és un terme geogràfic que es refereix a un sector de terra amb forma de llengua. Aquesta peça de terra en particular, sobre la qual estan situades la vila i el kyle, és la morrena terminal de la glacera Kyle de Tongue.
Tongue és la localitat principal en una sèrie de municipis minifundistes que travessen Coldbackie, Dalharn, Blandy, el port de Scullomie fins al desert municipi de Slettel. El poble va veure una batalla crucial entre el vaixell del tresor jacobita i dos vaixells de l'Armada Real l'any 1746, que va donar com a resultat el que la tripulació jacobita intentés arribar a la riba amb l'or. Allí van ser capturats per l'Armada, recolzada per gents locals que eren lleials a Jordi II (Hanóver), la qual cosa va costar a Carles Eduard Estuardo un suport molt valuós en els preparatius per la batalla de Culloden.
Tongue House és la seu històrica del Clan Mackay, després que abandonessin Caisteal Bharraich. Les ruïnes del castell, construït a Tongue al segle xi després que el clan fos expulsat de la seva ancestral província de Moray al comtat de Sutherland, són una popular atracció turística.
El poble inclou un alberg juvenil, una tenda d'artesania, una tenda de tot gènere i un taller, un banc, l'oficina de correus i dos hotels, el Tongue Hotel i el Benloyal. Està connectada amb el costat oest del Kyle mitjançant una carretera elevada, construïda l'any 1971.
En gaèlic - 'Tunga' és el poble, mentre que Caol Thunga, es refereix al kyle.